# Eileen Ingham
Eileen Ingham (* Januar 1954) ist eine britische Immunologin und Professorin. Sie ist eine multidisziplinäre Wissenschaftlerin mit Spezialisierung auf Biochemie, Mikrobiologie, klinische Immunologie und Pathogenese. Sie ist vor allem für ihren Beitrag zur Biokompatibilität von medizinischen Transplantaten bekannt. Seit 2016 ist sie Professorin an der University of Leeds.

## Leben
Ingham schloss 1975 ihr Studium der Biochemie und Mikrobiologie an der University of Leeds ab. 1979 promovierte sie im Fach klinische Immunologie, während sie als Postdoc am Leeds General Infirmary tätig war.
Sie ist Mitbegründerin des Medical and Biological Engineering Institute an der University of Leeds.
Seit über 20 Jahren arbeitet sie eng mit ihrem Ehemann John Fisher zusammen, um die Technik der Dezellularisierung zu entwickeln, eine Technik, bei der DNA und Zellen aus dem Gewebe ausgewaschen werden, damit der Körper sie nach einer Transplantation nicht abstößt.
Ingham hat über 300 begutachtete Fachartikel verfasst und veröffentlicht. Ihre Arbeiten wurden über 18.000 Mal zitiert, sie hat einen h-Index von 75.
Ingham hat mehrere britische und europäische Patente erhalten.

## Preise und Auszeichnungen
- 2009: Finalistin für den Innovator of the Year Award des Biotechnology and Biological Sciences Research Council (BBSRC) zusammen mit John Fischer[7]
- 2011: Woman of Outstanding Achievement in Innovation and Entrepreneurship in Academia and Research vom britischen Women Resource Centre for Women in Science, Engineering and Technology[8]
- 2018: Finalistin des Europäischen Erfinderpreis (Kategorie Forschung) zusammen mit John Fischer[9]